# Lily Castel

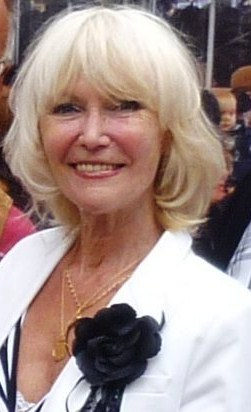
Lily Castel (2010)

Lily Castel (* 10. April 1937 in Gent als Alice van Acker) ist eine belgische Sängerin und Teilnehmerin am Eurovision Song Contest 1971 zusammen mit dem Sänger Jacques Raymond.

## Leben und Wirken
Castel wurde in der Castingshow Ontdek de Ster im Jahr 1958 entdeckt. Daraufhin war sie als Sängerin aktiv, häufig mit Orchestern aufgetreten und auch im Fernsehen zu sehen.
Für den belgischen Beitrag des Eurovision Song Contests 1971, Goeiemorgen, morgen, war ursprünglich das Gesangsduo Nicole & Hugo vorgesehen. Da allerdings die Sängerin Nicole erkrankte musste sehr schnell ein Ersatz gefunden werden. Die Wahl fiel auf Lily Castel und den Eurovisions-Teilnehmer von 1963, Jacques Raymond. Der Song platziere sich dann mit dem 14. von 18 möglichen Plätzen.
Lily Castel blieb für viele Jahre dem Gesang treu und hatte noch zahlreiche Auftritte im In- und Ausland.